# 同德街道
同德街道，是中华人民共和国广东省广州市白云区下辖的一个乡镇级行政单位。

## 行政区划
同德街道下辖以下地区：
岭南社区、横滘社区、粤溪社区、田心社区、鹅掌坦社区、上步社区、怡德社区、明德社区、积德社区、泽德社区、侨德社区、恒丰社区、同雅苑社区、同景苑社区、紫竹苑社区、荔德社区和同康社区。

## 交通

### 地铁
█8号线：鹅掌坦站、同德站、上步站、聚龙站